# Ширяево (Новгородская область)
Ширяево — деревня в Холмском районе Новгородской области, входит в Красноборское сельское поселение. Площадь территории относящейся к деревне — 2 га.
Деревня расположена на правом берегу реки Вица, близ устья реки Тупиченка, к югу от автодороги Р51 (Шимск — Невель). Ширяево находится на высоте 58 м над уровнем моря. К северо-востоку от Ширяева, ниже по течению Вицы — деревня Петрово, а к западу, выше по течению Вицы — административный центр поселения — деревня Красный Бор.

## Население
Постоянное население деревни — 6 чел. (2009), хозяйств — 4.
| 2010 |
| ---- |
| 7    |